# Brusly
Brusly é uma cidade  localizada no estado americano de Luisiana, na Paróquia de West Baton Rouge.

## Demografia
Segundo o censo americano de 2000, a sua população era de 2020 habitantes. 
Em 2006, foi estimada uma população de 2128, um aumento de 108 (5.3%).

## Geografia
De acordo com o United States Census Bureau tem uma área de 
5,7 km², dos quais 5,7 km² cobertos por terra e 0,0 km² cobertos por água.

## Localidades na vizinhança
O diagrama seguinte representa as localidades num raio de 12 km ao redor de Brusly. 